# Armorial des familles de Champagne
 (mai 2022).
Si vous disposez d'ouvrages ou d'articles de référence ou si vous connaissez des sites web de qualité traitant du thème abordé ici, merci de compléter l'article en donnant les références utiles à sa vérifiabilité et en les liant à la section « Notes et références ».
- certaines figures sont encore dans un format bitmap et doivent être vectorisées.

Cette page présente les armoiries (figures et blasonnements) des familles nobles et notables originaires de Champagne, ou qui ont possédé des fiefs en Champagne.

## La famille comtale
| Image | Nom de la famille et blasonnement                                                                                   | Devise                                   |
| ----- | --- | ---------------------------------------- |
|       | Comtes de Champagne - D'azur à la bande d'argent, côtoyée de deux double-cotices potencées et contre-potencées d'or | Passavant la tebavt Passavant le meillor |

## Les familles champenoises
- Haut – A
- B
- C
- D
- E
- F
- G
- H
- I
- J
- K
- L
- M
- N
- O
- P
- Q
- R
- S
- T
- U
- V
- W
- X
- Y
- Z

### A
| Image | Nom de la famille et blasonnement                                                     | Devise |
| ----- | ------------------------------------------------------------------------------------- | ------ |
|       | d'Aguerre - D'azur (ou d'or ?) à trois pies au naturel, deux & un - Origine : Guyenne |        |

| Image | Nom de la famille et blasonnement                                                                            | Devise |
| ----- | --- | ------ |
|       | d'Aguisy - D'argent à trois merlettes de sable, deux & un, les deux de chef affrontées - Origine : Champagne |        |

| Image | Nom de la famille et blasonnement                               | Devise |
| ----- | --------------------------------------------------------------- | ------ |
|       | d'Aigremont - D'argent au lion de gueules - Origine : Champagne |        |

| Image | Nom de la famille et blasonnement                                | Devise |
| ----- | ---------------------------------------------------------------- | ------ |
|       | d'Aligret - D'azur à trois aigrettes d'argent - Origine : France |        |

| Image | Nom de la famille et blasonnement                                                                | Devise |
| ----- | ------------------------------------------------------------------------------------------------ | ------ |
|       | Alenduy - D'azur à trois pots d'argent, deux & un (sur l'image, les deux en chef sont affrontés) |        |

| Image | Nom de la famille et blasonnement                                      | Devise |
| ----- | ---------------------------------------------------------------------- | ------ |
|       | d'Alichamp - D'azur au chevron d'or, accompagné de trois roses du même |        |

| Image | Nom de la famille et blasonnement                                  | Devise |
| ----- | ------------------------------------------------------------------ | ------ |
|       | d'Allonville - D'argent, à deux fasces de sable - origine : Beauce |        |

| Image | Nom de la famille et blasonnement                                                      | Devise |
| ----- | -------------------------------------------------------------------------------------- | ------ |
|       | d'Ambly - D'argent à trois lions de sable (sur l'image, ils sont lampassés de gueules) |        |

| Image | Nom de la famille et blasonnement                                              | Devise |
| ----- | ------------------------------------------------------------------------------ | ------ |
|       | d'Ancienville - De gueules à trois marteaux d'argent, dentelés & emboutés d'or |        |

| Image | Nom de la famille et blasonnement                                                                              | Devise |
| ----- | --- | ------ |
|       | Angenoust - D'azur, à deux Épées passées en sautoir d'argent, les pointes en haut, la garde & la poignée d'or. |        |

| Image | Nom de la famille et blasonnement                                          | Devise |
| ----- | -------------------------------------------------------------------------- | ------ |
|       | d'Anglas - D'or au lévrier de sable (sur l'image, il est colleté du champ) |        |

| Image | Nom de la famille et blasonnement                                                       | Devise |
| ----- | --------------------------------------------------------------------------------------- | ------ |
|       | d'Anglemont de Tassigny - D'azur au chevron d'argent, accompagné de trois roses du même |        |

| Image | Nom de la famille et blasonnement                          | Devise |
| ----- | ---------------------------------------------------------- | ------ |
|       | Anthoine - D'or, à trois écrevisses de gueules, deux et un |        |

| Image | Nom de la famille et blasonnement                                                    | Devise                                                                                          |
| ----- | ------------------------------------------------------------------------------------ | ----------------------------------------------------------------------------------------------- |
|       | d'Anglure - D'or, semé de grelots d'argent soutenus chacun d'un croissant de gueules | « Juravit Dominus David véritatem » (en français : « Jurer la vérité au nom du Dieu de David ») |

| Image | Nom de la famille et blasonnement                                                              | Devise |
| ----- | ---------------------------------------------------------------------------------------------- | ------ |
|       | d'Aouste - De gueules, à la tourterelle d'argent, tenant en son bec une branche d'olivier d'or |        |

| Image | Nom de la famille et blasonnement                                                                     | Devise |
| ----- | --- | ------ |
|       | d'Arbaud - D'azur au chevron d'argent, au chef d'or, chargé d'une étoile de gueules [réf. nécessaire] |        |

| Image | Nom de la famille et blasonnement | Devise |
| ----- | --- | ------ |
|       | d'Arc du Lys - D’azur à une épée d’argent le manche d’or, posée en pal, surmontée d’une couronne royale, flanquée de deux fleurs de lys d’or |        |

| Image | Nom de la famille et blasonnement | Devise |
| ----- | --- | ------ |
|       | Famille d'Argent de Deux-Fontaines, Sgrs des Deux-Fontaines D'azur au lion d'argent ; au chef d'or, chargé de trois étoiles de gueules., |        |

| Image | Nom de la famille et blasonnement                                                                      | Devise |
| ----- | --- | ------ |
|       | d'Argillières - D'or, à la fasce de gueules, accompagnée de trois trèfles de même - Origine : Picardie |        |

| Image | Nom de la famille et blasonnement                                       | Devise |
| ----- | ----------------------------------------------------------------------- | ------ |
|       | d'Argy, Sgrs de Malmy D'or au lion de sable armé & lampassé de gueules. |        |

| Image | Nom de la famille et blasonnement                                                                                           | Devise |
| ----- | --- | ------ |
|       | Famille d'Argy, Sgrs de Villerzy, Sgrs de Marolles[réf. nécessaire] D'argent au lion de sable, armé et lampassé de gueules. |        |

| Image | Nom de la famille et blasonnement                                                               | Devise |
| ----- | ----------------------------------------------------------------------------------------------- | ------ |
|       | Arnoult - D'argent au chevron de gueules accompagné de trois cœurs du même - Origine : Picardie |        |

| Image | Nom de la famille et blasonnement | Devise |
| ----- | --- | ------ |
|       | Arras - D'argent au chevron d'azur, accompagné en chef de deux blaireaux affrontés de sable (sur l'image, la tête des blaireaux est contournée et ils sont armés de gueules) |        |

| Image | Nom de la famille et blasonnement      | Devise |
| ----- | -------------------------------------- | ------ |
|       | Artigoity - D'azur à l'anille d'argent |        |

| Image | Nom de la famille et blasonnement                               | Devise |
| ----- | --------------------------------------------------------------- | ------ |
|       | Aspremont - De gueules à la croix d'argent - Origine : Lorraine |        |

| Image | Nom de la famille et blasonnement | Devise |
| ----- | --- | ------ |
|       | Aubelin - D'azur au chevron d'argent, accompagné en chef de deux étoiles d'or & en pointe d'une tête de cerf de même - Origine : Beauce |        |

| Image | Nom de la famille et blasonnement                                                             | Devise |
| ----- | --------------------------------------------------------------------------------------------- | ------ |
|       | d'Aublin - D'argent à la bande de gueules chargée de trois besants d'or - Origine : Champagne |        |

| Image | Nom de la famille et blasonnement                      | Devise |
| ----- | ------------------------------------------------------ | ------ |
|       | d'Auger - D'azur à la fasce d'or - Origine : Champagne |        |

| Image | Nom de la famille et blasonnement                                                             | Devise |
| ----- | --------------------------------------------------------------------------------------------- | ------ |
|       | de l'Aumosne - D'azur à trois fasces d'or, enfeuillées de scies & trois roses de même en chef |        |

| Image | Nom de la famille et blasonnement                                           | Devise |
| ----- | --------------------------------------------------------------------------- | ------ |
|       | L'Aumosnier - D'or, à trois hures de sanglier de sable - Origine : Picardie |        |

| Image | Nom de la famille et blasonnement | Devise |
| ----- | --------------------------------- | ------ |
|       | d'Aulnay - D'azur au coq d'or     |        |

| Image | Nom de la famille et blasonnement                                              | Devise |
| ----- | ------------------------------------------------------------------------------ | ------ |
|       | d'Autré - De gueules à la fasce de cinq fusées d'argent. - Origine : Champagne |        |

| Image | Nom de la famille et blasonnement                          | Devise |
| ----- | ---------------------------------------------------------- | ------ |
|       | d'Autry - De gueules au sautoir d'or - Origine : Champagne |        |

| Image | Nom de la famille et blasonnement | Devise |
| ----- | --- | ------ |
|       | d'Avaugour (seconde maison) - Ecartelé : aux I et IV d'hermine; les II et III contre-ecartelés : aux I et IV du contre-écartelé d'azur aux trois fleurs de lys d'or au lambel d'argent, aux II et III du contre-ecartelé d'argent à la guivre d'azur couronnée d'or hissante de carnation ; sur le tout d'argent au chef de gueules. - Origine : Bretagne. |        |

| Image | Nom de la famille et blasonnement | Devise |
| ----- | --- | ------ |
|       | d'Avannes - Écartelé : aux 1 et 4, de gueules, à trois quintefeuilles d'or ; aux 2 et 3, de sable, au sautoir d'or, cantonné de quatre grillons du même. - Origine : Bourgogne. |        |

| Image | Nom de la famille et blasonnement                                                                              | Devise |
| ----- | --- | ------ |
|       | Avennes - D'or à trois fasces de sable, chargé de six besans d'or posés trois, deux, un - Origine : Champagne. |        |

| Image | Nom de la famille et blasonnement                                                                                | Devise |
| ----- | --- | ------ |
|       | Avogadre - De gueules, à trois fasces ondées d'or, au chef échiqueté du premier et du second - Origine : Piémont |        |

| Image | Nom de la famille et blasonnement                                                      | Devise |
| ----- | -------------------------------------------------------------------------------------- | ------ |
|       | Averhoult - Fascés d'or et de sable, au franc quartier d'hermine - Origine : Champagne |        |

| Image | Nom de la famille et blasonnement                                                                   | Devise |
| ----- | --------------------------------------------------------------------------------------------------- | ------ |
|       | Avrillot - D'azur à la tête de maure de sable tortillée d'argent, accompagnée de trois étoiles d'or |        |

### B
| Image | Nom de la famille et blasonnement                                                                                               | Devise |
| ----- | --- | ------ |
|       | Bachelier - D'azur à la croix dentelée d'or, cantonnée de quatre paons rouans, affrontés d'argent. - originaire du clermontois. |        |

| Image | Nom de la famille et blasonnement | Devise |
| ----- | --- | ------ |
|       | Baillet - D'argent à un loup-cervier au naturel sur une terrasse du même, au chef d'azur, chargé de deux molettes d'or. - originaire du clermontois. |        |

| Image | Nom de la famille et blasonnement                                         | Devise |
| ----- | ------------------------------------------------------------------------- | ------ |
|       | Baleine D'argent au lion de sable, armé, lampassé et couronné de gueules. |        |

| Image | Nom de la famille et blasonnement                                                                | Devise |
| ----- | ------------------------------------------------------------------------------------------------ | ------ |
|       | Balidart D'argent à la fasce de sinople, accompagnée de sept merlettes de sable, quatre & trois. |        |

| Image | Nom de la famille et blasonnement                                                    | Devise |
| ----- | ------------------------------------------------------------------------------------ | ------ |
|       | La Barge - D'argent à la bande de sable, accompagnée en chef d'une couronne de même. |        |

| Image | Nom de la famille et blasonnement | Devise |
| ----- | --- | ------ |
|       | Barbin - Ecartelé d'azur à trois broies d'or rangées en pal et d'azur au chevron d'or, accompagné de deux roses d'argent en chef & d'un lion d'or en pointe. - Origines : Brie. |        |

| Image | Nom de la famille et blasonnement                                                                                  | Devise |
| ----- | --- | ------ |
|       | Baussancour D'argent au lion de sable, la queue fourchée passée en sautoir, chargé d'une étoile d'or sur l'épaule. |        |

| Image | Nom de la famille et blasonnement | Devise |
| ----- | --- | ------ |
|       | Bavre - Écartelé au un et quatre d'argent à trois mouchetures d'hermines de sable ; au deux et trois d'argent à trois fasces de gueules. - Origines : Bourgogne. |        |

| Image | Nom de la famille et blasonnement                                    | Devise |
| ----- | -------------------------------------------------------------------- | ------ |
|       | Beaufort - D'argent à trois bandes de gueules. - Origines : Ardenne. |        |

| Image | Nom de la famille et blasonnement                                                             | Devise |
| ----- | --------------------------------------------------------------------------------------------- | ------ |
|       | Beaufort - D'azur au fort d'argent planté dans des ondes de même. - Origines : comté de Foix. |        |

| Image | Nom de la famille et blasonnement                                 | Devise |
| ----- | ----------------------------------------------------------------- | ------ |
|       | Beaulieu D'azur à un vol d'argent, surmonté de deux étoiles d'or. |        |

| Image | Nom de la famille et blasonnement                                                            | Devise |
| ----- | -------------------------------------------------------------------------------------------- | ------ |
|       | Le Bé Trois compas ouverts d'argent surmonté d'une couronne, placés deux un sur fond d'azur. |        |

| Image | Nom de la famille et blasonnement                                                    | Devise |
| ----- | ------------------------------------------------------------------------------------ | ------ |
|       | Beaurepaire D'azur à l'anneau d'or chatonné d'argent, à la bordure dentelée de même. |        |

| Image | Nom de la famille et blasonnement        | Devise |
| ----- | ---------------------------------------- | ------ |
|       | Becu D'argent à trois corbeaux de sable. |        |

| Image | Nom de la famille et blasonnement                              | Devise |
| ----- | -------------------------------------------------------------- | ------ |
|       | Beffroy De sable au lion d'argent, armé & lampassé de gueules. |        |

| Image | Nom de la famille et blasonnement                                                                                        | Devise |
| ----- | --- | ------ |
|       | le Begat - De sable à la croix engrêlée d'argent, cantonnée au un & quatre d'une étoille de même. - Origines : Bourgogne |        |

| Image | Nom de la famille et blasonnement | Devise |
| ----- | --- | ------ |
|       | du Bellay - D'argent à la bande fuselée de gueules, accompagnée de deux fleurs-de-lis d'azur, trois en chef posées deux et une, & trois en pointe mises en bande. - Origines : Champagne |        |

| Image | Nom de la famille et blasonnement                                                            | Devise |
| ----- | -------------------------------------------------------------------------------------------- | ------ |
|       | Berles D'azur au sautoir d'or, accompagné de quatre lionceaux, armés & lampassés de gueules. |        |

| Image | Nom de la famille et blasonnement | Devise |
| ----- | --- | ------ |
|       | Bermand - D'or à un ours debout de sable, portant sur ses pattes une hache d'armes, emmanchée d'argent. (sur l'image : il s'agit d'un miroir non d'une masse d'armes) - Origines : Allemagne. |        |

| Image | Nom de la famille et blasonnement | Devise |
| ----- | --- | ------ |
|       | Bermondes D'or à la croix treflée de sinople ; écartelé d'or au lion de gueules, sur le tout de gueules à deux pals d'or, chargés d'une fasce d'azur, fur chargée de trois losanges d'argent. - Origines : Espagne. |        |

| Image | Nom de la famille et blasonnement                                                     | Devise |
| ----- | ------------------------------------------------------------------------------------- | ------ |
|       | Bery D'or à la Bande de sable, percée de trois Batons de même. - Origines : Picardie. |        |

| Image | Nom de la famille et blasonnement                                    | Devise |
| ----- | -------------------------------------------------------------------- | ------ |
|       | Bethoulat De gueules au lion d'or, surmonté de trois tours d'argent. |        |

| Image | Nom de la famille et blasonnement                                                                              | Devise |
| ----- | --- | ------ |
|       | Bezannes D'azur semé de besants d'or, au lion d'argent, la queue contournée, armé de gueules et lampassé d'or. |        |

| Image | Nom de la famille et blasonnement                                                                                             | Devise |
| ----- | --- | ------ |
|       | Billecart - D'azur à la fasce d'or accompagnée en chef de trois grappes de raisin d'argent et en pointe d'un lévrier du même. |        |

| Image | Nom de la famille et blasonnement                                                       | Devise |
| ----- | --------------------------------------------------------------------------------------- | ------ |
|       | le Blanc - D'or à l'aigle à deux têtes éployée de sable, issante d'une terrasse d'azur. |        |

| Image | Nom de la famille et blasonnement                     | Devise |
| ----- | ----------------------------------------------------- | ------ |
|       | Bois (du) - D'azur au lion d'or. - Origines Gâtinois. |        |

| Image | Nom de la famille et blasonnement                                      | Devise |
| ----- | ---------------------------------------------------------------------- | ------ |
|       | Bois (du) D'argent à cinq mouchetures d'hermines, posées trois & deux. |        |

| Image | Nom de la famille et blasonnement                                                                | Devise |
| ----- | ------------------------------------------------------------------------------------------------ | ------ |
|       | Boubers - D'or à trois aigles de sables becquées et membrées de gueules. - Origines de Picardie. |        |

| Image | Nom de la famille et blasonnement                                                           | Devise |
| ----- | ------------------------------------------------------------------------------------------- | ------ |
|       | Boucher, seigneurs de Paslis - D'argent à trois écrevisses de gueules. - Origines de France |        |

| Image | Nom de la famille et blasonnement                                        | Devise |
| ----- | ------------------------------------------------------------------------ | ------ |
|       | Boucher - D'azur au croissant d'argent accompagné de trois étoiles d'or. |        |

| Image | Nom de la famille et blasonnement                                      | Devise |
| ----- | ---------------------------------------------------------------------- | ------ |
|       | Bourg - D'azur à trois tiges d'épines d'argent. - Origines d'Auvergne. |        |

| Image | Nom de la famille et blasonnement           | Devise |
| ----- | ------------------------------------------- | ------ |
|       | Bouzonville D'azur à trois bandes d'argent. |        |

| Image | Nom de la famille et blasonnement | Devise |
| ----- | --- | ------ |
|       | Boy D'azur à deux épées en sautoir, les pointes en haut, accompagnées d'une rose en chef, et d'un croissant en pointe, le tout d'argent. |        |

| Image | Nom de la famille et blasonnement | Devise |
| ----- | --- | ------ |
|       | Brabant De gueules à la bande d'or, chargée d'une tête de maure de sable, tortillée d'argent, & accompagnée de deux huchets de même, enguichés d'or. |        |

| Image | Nom de la famille et blasonnement | Devise |
| ----- | --------------------------------- | ------ |
|       | Braux De gueules au dragon d'or.  |        |

| Image | Nom de la famille et blasonnement |
| ----- | --- |
|       | Famille de Bréban, Sgrs de Landreville Fascé d'argent et de sable de huit pièces ; à la bande de gueules brochant sur le tout et chargée de trois coquilles d'or., |

| Image | Nom de la famille et blasonnement                                                                              | Devise |
| ----- | --- | ------ |
|       | Bretel - D'argent à trois merlettes de gueules, au chef d'azur, chargé d'une étoile d'or. - Origines : Suisse. |        |

| Image | Nom de la famille et blasonnement | Devise |
| ----- | --- | ------ |
|       | Briçonnet - D’azur à la bande componée d’or et de gueules de cinq pièces, le premier compon de gueules brisé d’une étoile d’or, une autre étoile sur le deuxième canton du chef de l’écu. On trouve aussi, les armes précédentes brisées d'un croissant d'argent accompagnant en pointe la bande componnée. - Origines : Touraine. |        |

| Image | Nom de la famille et blasonnement                                 | Devise |
| ----- | ----------------------------------------------------------------- | ------ |
|       | Brie - D'azur à deux haches adossées d'argent. - Origines : Brie. |        |

| Image | Nom de la famille et blasonnement                                                                                              | Devise |
| ----- | --- | ------ |
|       | Brienne - de vair plain. - d'azur, semé de billettes d'or, au lion du même, armé et lampassé de gueules, brochant sur le tout. |        |

| Image | Nom de la famille et blasonnement                                                               | Devise |
| ----- | ----------------------------------------------------------------------------------------------- | ------ |
|       | Brienne-Ramerupt - à détermnier - burelé d'azur et d'or, au lion du second brochant sur le tout |        |

| Image | Nom de la famille et blasonnement                                                                     | Devise |
| ----- | --- | ------ |
|       | Briquemault - De gueules, à trois fasces d'or, à la bande d'hermine brochante. - Origines : Gatinois. |        |

| Image | Nom de la famille et blasonnement                                                                                  | Devise |
| ----- | --- | ------ |
|       | Briseur - D'azur à deux têtes de bélier d'or en chef et une tête de maure au naturel tortillée d'argent en pointe. |        |

| Image | Nom de la famille et blasonnement                                                                                            | Devise |
| ----- | --- | ------ |
|       | Broquet. - D'azur au cerf élancé d'or, accompagné en pointe d'une étoile à huit rais du même alias au brocard élancé d'or. . |        |

| Image | Nom de la famille et blasonnement | Devise |
| ----- | --- | ------ |
|       | Brune - D'azur au Chevron d'or, accompagné en chef de deux étoiles, & en pointe d'une hure de sanglier du même. - Origines : Gatinois. |        |

| Image | Nom de la famille et blasonnement                                                       | Devise |
| ----- | --------------------------------------------------------------------------------------- | ------ |
|       | La Bryuère D'azur au Lion d'or, accompagné de trois mouchetures d'hermines, deux & une. |        |

| Image | Nom de la famille et blasonnement                                                      | Devise |
| ----- | -------------------------------------------------------------------------------------- | ------ |
|       | Budé D'argent au chevron de gueules, accompagné de trois grappes de raisin de pourpre. |        |

| Image | Nom de la famille et blasonnement                                         | Devise |
| ----- | ------------------------------------------------------------------------- | ------ |
|       | Bussy D'Ogny D'azur au chevron d'or, accompagné de trois étoiles de même. |        |

| Image | Nom de la famille et blasonnement | Devise |
| ----- | --- | ------ |
|       | Butor D'argent à trois coquilles de gueules, au franc quartier d'azur ; écartelé d'or au chevron de gueules, accompagné de trois trèfles de sinople. - Origine de Bourgogne. |        |

### C
| Image | Nom de la famille et blasonnement                                                      | Devise |
| ----- | -------------------------------------------------------------------------------------- | ------ |
|       | famille Camusat - D'azur au chevron d'or accompagné de trois têtes de bélier d'argent. |        |

| Image | Nom de la famille et blasonnement                                | Devise |
| ----- | ---------------------------------------------------------------- | ------ |
|       | famille Le Fèvre de Caumartin - D'azur à cinq trangles d'argent. |        |

| Image | Nom de la famille et blasonnement                                | Devise |
| ----- | ---------------------------------------------------------------- | ------ |
|       | Famille de Champlitte De gueules au lion d'or, couronné du même. |        |

| Image | Nom de la famille et blasonnement                                           | Devise |
| ----- | --------------------------------------------------------------------------- | ------ |
|       | Chartongne De gueules à cinq anneaux d'or en sautoir. Origine de Chamapgne. |        |

| Image | Nom de la famille et blasonnement                                                                              | Devise |
| ----- | --- | ------ |
|       | Chastenay D'argent au coq de sinople, couronné, crêté, béqué, barbé & membré de gueules. Origine de Champagne. |        |

| Image | Nom de la famille et blasonnement                                     | Devise |
| ----- | --------------------------------------------------------------------- | ------ |
|       | Maison de Châtillon - De gueules, à trois pals de vair, au chef d'or. |        |

| Image | Nom de la famille et blasonnement                                                                         | Devise |
| ----- | --- | ------ |
|       | Le Chat - D'argent à trois fasces de gueules, à l'orle de sept merlettes de sable. - Origines : Soulogne. |        |

| Image | Nom de la famille et blasonnement                                                                                | Devise |
| ----- | --- | ------ |
|       | Chertemps - D'azur à la fasce d'or accompagné en chef de trois étoiles d'or et en pointe d'un croissant de même. |        |

| Image | Nom de la famille et blasonnement                                                                                            | Devise |
| ----- | --- | ------ |
|       | Famille de La Chevardière de La Grandville , Sgrs de Jumont[réf. nécessaire] D'argent à la fougère sinople.[réf. nécessaire] |        |

| Image | Nom de la famille et blasonnement | Devise |
| ----- | --- | ------ |
|       | Chinoir - De sable au Chevron d'argent, accompagné de trois lévriers naissans de même, accollés de sable. (l'image ne correspond pas au blasonnement, il n'y a que 2 lévriers au lieu de 3, ils ne sont pas naissants, ils sont colletés d'or et non de sable et les deux sont affrontés et rampant, ce qui n'est pas blasonné) - Origines : Champagne. |        |

| Image | Nom de la famille et blasonnement | Devise |
| ----- | --- | ------ |
|       | Choiseul - D'azur à la croix d'or cantonnée de dix-huit billettes du même, cinq dans chaque canton du chef, rangées 2, 1 et 2, et quatre dans chaque canton de la pointe, rangées 2 et 2. |        |

| Image | Nom de la famille et blasonnement                                                                       | Devise |
| ----- | --- | ------ |
|       | Clermont , gouverneur de Chaumont - D'azur à trois chevrons d'or, le premier brisé. - Origines : Anjou. |        |

| Image | Nom de la famille et blasonnement                                                  | Devise |
| ----- | ---------------------------------------------------------------------------------- | ------ |
|       | Cokborgne - D'argent à trois coqs de gueule. - Origines : Écosse. Armes parlantes. |        |

| Image | Nom de la famille et blasonnement                             | Devise |
| ----- | ------------------------------------------------------------- | ------ |
|       | Famille Colbert D'or, à la couleuvre ondoyante en pal d'azur. |        |

| Image | Nom de la famille et blasonnement                          | Devise |
| ----- | ---------------------------------------------------------- | ------ |
|       | Famille Collier de La Marlière D'azur à trois fasces d'or. |        |

| Image | Nom de la famille et blasonnement               | Devise |
| ----- | ----------------------------------------------- | ------ |
|       | Famille Collin de Sussy D'azur au caducée d'or. |        |

| Image | Nom de la famille et blasonnement                                                                 | Devise |
| ----- | ------------------------------------------------------------------------------------------------- | ------ |
|       | Comitin - D'argent à six yeux au naturel, posés en fasce, deux, deux, deux. - Origines : Syracuse |        |

| Image | Nom de la famille et blasonnement                             | Devise |
| ----- | ------------------------------------------------------------- | ------ |
|       | Coquebert - De gueule à trois coqs d'or. - Origines : Flandre |        |

| Image | Nom de la famille et blasonnement                                                                                             | Devise |
| ----- | --- | ------ |
|       | Coqueley Au 1&4 de sable à l'croix engrelée d'argent ; au 2&3 d'azur au chevron d'argent accompagné de trois besans de meême. |        |

| Image | Nom de la famille et blasonnement  | Devise |
| ----- | ---------------------------------- | ------ |
|       | Coucy Fascé de vair et de gueules. |        |

| Image | Nom de la famille et blasonnement                                                     | Devise |
| ----- | ------------------------------------------------------------------------------------- | ------ |
|       | Famille de Courcelles, Sgrs de Saint-Liébault D'argent à trois croissants de gueules. |        |

| Image | Nom de la famille et blasonnement | Devise |
| ----- | --- | ------ |
|       | Cuissotte D'or à la bande d'azur, chargée de trois alérions d'argent, écartelé de gueules à l'aigle d'or ; sur le tout d'azur au chevron d'or accompagné de trois besants du même |        |

### D
| Image | Nom de la famille et blasonnement | Devise |
| ----- | --- | ------ |
|       | Dalle, Sieur de Ballay - Bandé d'or & de gueules de huit pièces ; coupé de gueules, à trois membres d'aigles d'or.[réf. nécessaire] - Origines : Champagne. |        |

| Image | Nom de la famille et blasonnement                                                                                             | Devise |
| ----- | --- | ------ |
|       | Damas, comtes de Chalancey, élection de Langres - D'or à la croix ancrée de gueules.[réf. nécessaire] - Origines : Bourgogne. |        |

| Image | Nom de la famille et blasonnement                                                         | Devise |
| ----- | ----------------------------------------------------------------------------------------- | ------ |
|       | Dampierre - Connétables de Champagne. - De gueules à deux léopards d'or l'un sur l'autre. |        |

| Image | Nom de la famille et blasonnement | Devise |
| ----- | --- | ------ |
|       | Dampierre, Sieur de Lirey - Origines : Champagne, - D'or au chevron de gueules, chargé de trois étoiles d'argent, accompagné de trois croissants de gueules.[réf. nécessaire] |        |

| Image | Nom de la famille et blasonnement                                                               | Devise |
| ----- | ----------------------------------------------------------------------------------------------- | ------ |
|       | Famille Le Danois de Joffreville D'azur à la croix d'argent, les extrémités fleurdelisées d'or. |        |

| Image | Nom de la famille et blasonnement                                                                             | Devise |
| ----- | --- | ------ |
|       | Davy, Seigneur de la Pailleterie - D'azur à trois aigles d'or, soutenant un anneau d'argent.[réf. nécessaire] |        |

| Image | Nom de la famille et blasonnement | Devise |
| ----- | --- | ------ |
|       | Déduit, Sieur de Champguion - D'argent à une merlette de sable ; écartelé de gueules, à une étoile d'argent.[réf. nécessaire] - Origines : Champagne. |        |

| Image | Nom de la famille et blasonnement | Devise |
| ----- | --- | ------ |
|       | Famille Duval de Dampierre, comtes de Dampierre-le-Châtel - De gueules à la tête de licorne d'argent.[réf. nécessaire] - famille d'origine écossaise. |        |

| Image | Nom de la famille et blasonnement | Devise |
| ----- | --- | ------ |
|       | famille Denise - D'azur à trois compas d'argent à la bordure engrêlée d'or. (sur l'image, la bordure est représentée cannelée) [réf. nécessaire] |        |

| Image | Nom de la famille et blasonnement                                                                                       | Devise |
| ----- | --- | ------ |
|       | Deschamps, Marquis de Marcilly - D'or à trois chevrons de sable accompagnés de trois annelets du même.[réf. nécessaire] |        |

| Image | Nom de la famille et blasonnement                                                | Devise |
| ----- | -------------------------------------------------------------------------------- | ------ |
|       | Deschamps, Sieur de Riel-Dessus - D'azur à trois chardons d'or.[réf. nécessaire] |        |

| Image | Nom de la famille et blasonnement                    | Devise |
| ----- | ---------------------------------------------------- | ------ |
|       | Famille de Dinteville De sable à deux léopards d'or. |        |

| Image | Nom de la famille et blasonnement | Devise |
| ----- | --- | ------ |
|       | Dubois, Sieur de Corchamp, élection de Langres - D'azur au sautoir d'argent accompagné de trois colombes d'or, en chef et en flancs.[réf. nécessaire] - famille d'origine de Bourgogne. |        |

| Image | Nom de la famille et blasonnement                                                                                   | Devise |
| ----- | --- | ------ |
|       | Du Bois, Sieur de Momby, d'Escordal - D'argent à cinq mouchetures d'hermines, posées trois & deux.[réf. nécessaire] |        |

| Image | Nom de la famille et blasonnement                                                                              | Devise |
| ----- | --- | ------ |
|       | Du Bois, Sieur de Cogney, de Villatte - d'azur au lion d'or.[réf. nécessaire] - famille d'origine du Gatinois. |        |

| Image | Nom de la famille et blasonnement                                                            | Devise |
| ----- | -------------------------------------------------------------------------------------------- | ------ |
|       | Famille Dumangin, Cormicy D'azur, à un chevron d'argent accompagné de trois étoiles du même. |        |

### E
| Image | Nom de la famille et blasonnement | Devise |
| ----- | --- | ------ |
|       | Eltouf. - Ecartelé d'argent & de sable, à la bordure engrelée de gueules (qui est de Pradines), sur le tout d'or à deux chevrons de sable, au lambel, de trois pendants de gueules (qui est d'Estouf). (l'image représente à tort un écartelé d'argent et de sable, chaque quartier avec une bordure engrelée de gueules, alors que la bordure devrait faire simplement le tour des 4 quartiers). Origine de Naples |        |

| Image | Nom de la famille et blasonnement                                                         | Devise |
| ----- | ----------------------------------------------------------------------------------------- | ------ |
|       | d' Esaivelles. - D'argent au sautoir de gueules, accompagné de quatre merlettes de sable. |        |

| Image | Nom de la famille et blasonnement                                                                       | Devise |
| ----- | --- | ------ |
|       | Escamin. - D' azur à trois Cors d'or, embouché, virolé & enguiché d'argent. - Origines : Ile-de-France. |        |

| Image | Nom de la famille et blasonnement                                                                            | Devise |
| ----- | --- | ------ |
|       | Escannevelle. - De sable à trois croissants d'argent, posés deux & un, surmontés de trois billettes du même. |        |

| Image | Nom de la famille et blasonnement                      | Devise |
| ----- | ------------------------------------------------------ | ------ |
|       | Escannevelle. - D'argent à trois coquilles de gueules. |        |

| Image | Nom de la famille et blasonnement                                         | Devise |
| ----- | ------------------------------------------------------------------------- | ------ |
|       | d' Espinoy. - D'azur à trois besans d'or en bande. - Origines : Flandres. |        |

| Image | Nom de la famille et blasonnement | Devise |
| ----- | --- | ------ |
|       | d' Esseaux. - D'azur au chevron d'or, accompagné en chef de trois lévriers affrontés d'argent accolés de sableles deux du chef affrontés. |        |

| Image | Nom de la famille et blasonnement                                                | Devise |
| ----- | -------------------------------------------------------------------------------- | ------ |
|       | Estivaux. - De gueules à un tronc d'arbre d'or, surmonté d'une merlette du même. |        |

| Image | Nom de la famille et blasonnement                                                           | Devise |
| ----- | ------------------------------------------------------------------------------------------- | ------ |
|       | Estoquois. - D'azur à trois bandes d'or, au chef du même, chargé d'un lion naissant d'azur. |        |

| Image | Nom de la famille et blasonnement                         | Devise |
| ----- | --------------------------------------------------------- | ------ |
|       | Estrac. - écartelé d'or et gueules. - Origines : Guyenne. |        |

### F
| Image | Nom de la famille et blasonnement                                                                             | Devise |
| ----- | --- | ------ |
|       | Failly. - De gueules à la Fasce d'argent, accompagnée de trois Haches d'Armes de même. - Origines : Lorraine. |        |

| Image | Nom de la famille et blasonnement                                               | Devise |
| ----- | ------------------------------------------------------------------------------- | ------ |
|       | Fays d'Athies - D'argent semé de fleurs de lys de sable. - Origines : Picardie. |        |

| Image | Nom de la famille et blasonnement                                                               | Devise |
| ----- | ----------------------------------------------------------------------------------------------- | ------ |
|       | Famille Le Febure. - D'azur à trois pals d'or, celui du milieu chargé de trois roses de gueules |        |

| Image | Nom de la famille et blasonnement                                                                           | Devise |
| ----- | --- | ------ |
|       | Famille Feligny. - Origine Champagne. - D'or à la croix ancrée de sable, chargée de cinq écussons d'argent. |        |

| Image | Nom de la famille et blasonnement                 | Devise |
| ----- | ------------------------------------------------- | ------ |
|       | Famille Féret - d'argent à trois fasces de sable. |        |

| Image | Nom de la famille et blasonnement                                        | Devise |
| ----- | ------------------------------------------------------------------------ | ------ |
|       | Famille Fermont - de gueules à trois tours d'or ; à la bordure de sable. |        |

| Image | Nom de la famille et blasonnement | Devise |
| ----- | --- | ------ |
|       | De Feugré. - D'or à la bande d'azur, chargée de trois fleurs de lys d'or & accompagnée de deux lions de gueules, armé & lampassé d'azur. |        |

| Image | Nom de la famille et blasonnement             | Devise |
| ----- | --------------------------------------------- | ------ |
|       | Le Fevre - D'azur à trois croix pattées d'or. |        |

| Image | Nom de la famille et blasonnement | Devise |
| ----- | --- | ------ |
|       | Fillette - D'azur à la bande d'or, chargée de trois trèfles de gueules & accompagnée de quatre étoiles d'or, trois en chef & une en pointe. |        |

| Image | Nom de la famille et blasonnement | Devise |
| ----- | --- | ------ |
|       | La Fitte - D'azur au lion couronné d'argent, armé & lampassé de gueules, à la bordure d'or, chargée d'onze merlettes affrontées de sable. - Origines : Guyenne. |        |

| Image | Nom de la famille et blasonnement | Devise |
| ----- | --- | ------ |
|       | Famille Florinier. - De sable à trois roses d'argent, l'une sur l'autre, au pal de gueules, brochant sur le tout. (ce ne sont pas les armes d'une famille Florinier mais les armes des « le Clerc », plus tard « le Clerc de Fleurigny » par alliance avec la dernière des Fleurigny) |        |

| Image | Nom de la famille et blasonnement                                                   | Devise |
| ----- | ----------------------------------------------------------------------------------- | ------ |
|       | Famille la Folye. - D'azur à trois roseaux d'or, surmontés d'une merlette de sable. |        |

| Image | Nom de la famille et blasonnement | Devise |
| ----- | --- | ------ |
|       | Famille des Forges. - D'azur au chevron d'argent, chargé de cinq croix fleuronnées au pied fiché de sable, accompagné de trois massacres de cerf d'or. - Origines : Lorraine |        |

| Image | Nom de la famille et blasonnement | Devise |
| ----- | --- | ------ |
|       | Famille Fougère. - De gueules au chevron d'argent, accompagné en pointe d'une tige de fougère d'or ; au chef du même chargé de 9 mouchetures d'hermine de sable. - Origines : Provence |        |

| Image | Nom de la famille et blasonnement | Devise |
| ----- | --- | ------ |
|       | Famille Fresneau. - D'azur à la fasce d'argent, chargée d'un lion léopardé de sable, armé & lampassé d'or, & accompagné de six écussons d'argent, trois en chef, & trois en pointe rangés en fasce. |        |

| Image | Nom de la famille et blasonnement                                                                                          | Devise |
| ----- | --- | ------ |
|       | Famille Fuschamberg. - D'argent au chêne arraché de sinople fruité d'or ; au chef d'azur chargé de trois étoiles du champ. |        |

### G
| Blason | Nom de la famille, blasonnement et devise |
| ------ | --- |
|        | Famille de Gaalon de Dorière (orig. Normandie) De gueules à trois rocs d'échiquier d'or. |
|        | Famille Galandot D'azur aux trois feuilles de lierre d'or. |
|        | Famille de Garlande D'or à deux fasces de gueules., |
|        | Famille le Genevois D'azur à la fasce d'or, accompagnée de trois coquilles du même. |
|        | Famille Gelée D'azur au Chevron d'or, surmonté au chef d'un Os d'argent, posé en pal, soutenu de deux Aigles de même, à l'estoille d'or en pointe.                                          |
|        | Famille de Gillet D'azur à la tour d'argent surmontée de deux croissants du même. |
|        | Famille Girault D'azur à la fasce d'argent accompagnée de trois croissants rangés en chef, d'un cerf en pointe et à la bordure engrêlée le tout du même.                                    |
|        | Famille de Gislain, Montacher D'azur à un cerf d'or. |
|        | Famille Godet D'azur au Chevron d'argent, accompagné de trois Pommes de Pin d'or. |
|        | Famille Gondrecourt De sable au lion d'argent armé et lampassé d'or. |
|        | Famille Gouault d'azur à trois raisins au naturel; au chef cousu de gueules à trois rose d'or.                                                                                              |
|        | Famille Goujon D'azur au chevron d'or, accompagné de trois losanges de même; écartelé DE THUISY : qui porte de gueules, au sautoir engrêlé d'or, cantonné de quatre fleurs de lys d'argent. |
|        | Famille Le Grand D'azur à trois Fusées d'or en fasce |
|        | Famille La Grange Losange d'or & de sable, au Franc-quartier d'argent, chargé de neuf Croissants de gueules, posé. un, trois, deux, trois, à l'Etoille de même en cœur.                     |
|        | Famille La Granges D'azur à trois Ranchers d'or, deux & un. |
|        | Famille Le Gras D'azur à trois roseaux d'or, chacun surmonté d'un besant de même ; au chef vairé d'or et d'azur.                                                                            |
|        | Famille Greffin D'azur au Chevron d'or, accompagné de trois étoiles de même ; au Chef d'or, chargé d'une Branche de chêne, anglantée de sinople.                                            |
|        | Famille Groulart - D'azur à trois étoiles d'or. |
|        | Famille Gruthus D'argent à l'aigle contournée de gueules, becquée & membrée d'azur, chargé sur l'estomac d'un écusson d'argent, à la fasce d'azur.                                          |
|        | Famille Gruy Parti au 1 d'azur à trois pals d'or ; au 2 d'azur à l'étoile d'argent soutenue d'un croissant du même, au chef d'or chargé de trois pals de gueules.                           |
|        | Famille Guerin D'or à trois Lionceaux de sable, couronné, lampassé & armé de gueules. |
|        | Famille Du Guet Écartelé au premier d'argent à quatre bandes de gueules, au deux & trois de gueules plain ; au quatre d'argent au lion de gueules.                                          |
|        | Famille Gumery D'azur au chevron d'or, accompagné en chef de deux étoiles & en pointe d'une gerbe de même.                                                                                  |
|        | Famille Guénichon D'azur au pont d'argent, maçonné de sable, posé sur une rivière courante du premier.                                                                                      |
|        | Famille Guigne D'argent à trois maillets de gueules. |

### H
| Image | Nom de la famille et blasonnement                                                                                  | Devise |
| ----- | --- | ------ |
|       | Famille du Hamel (orig.Picardie), Sgrs de Saint-Rémy D'argent à la bande de sable chargée de trois flanchis d'or., |        |

| Image | Nom de la famille et blasonnement                                                                             | Devise |
| ----- | --- | ------ |
|       | Famille Harlus - De sable au lion d'argent, couronné d'or, lampassé et armé de gueules . - Origines : Valois. |        |

| Image | Nom de la famille et blasonnement | Devise |
| ----- | --- | ------ |
|       | Famille Haudouin . - De gueules au Chevron d'or, accompagné de trois Testes d'Hommes à longs cheveux de sable, les faces contournées à la droite, ferrées d'un bandeau de mefme. |        |

| Image | Nom de la famille et blasonnement                                                                             | Devise |
| ----- | --- | ------ |
|       | Famille Harzillemont - De gueules à trois pals de vair et au chef d'or chargé de trois merlettes de gueules . |        |

| Image | Nom de la famille et blasonnement                                                                            | Devise                    |
| ----- | --- | ------------------------- |
|       | Famille de Hédouville D'or ; au chef d'azur chargé d'un lion léopardé d'argent, armé et lampassé de gueules. | « Totum pro Deo et rege » |

| Image | Nom de la famille et blasonnement                                                                                | Devise |
| ----- | --- | ------ |
|       | Famille Henault - D'or au Chevron abaissé d'azur, accompagné de trois têtes de Mores de sable, bandées d'argent. |        |

| Image | Nom de la famille et blasonnement | Devise            |
| ----- | --- | ----------------- |
|       | Famille Hennequin d'Ecquevilly et Hennequin d'Assy Vairé d'or et d'azur ; au chef de gueules, chargé d'un lion léopardé d'argent. Alias le lion d'or. | « Spes mea Deus » |

| Image | Nom de la famille et blasonnement                                                                                                   | Devise |
| ----- | --- | ------ |
|       | Famille Hériot de Vroil D'azur au chevron d'argent chargé en pointe d'une étoile d'azur et accompagné en chef de deux étoiles d'or. |        |

| Image | Nom de la famille et blasonnement                                                           | Devise |
| ----- | ------------------------------------------------------------------------------------------- | ------ |
|       | Famille Heudé - De gueules à un éléphant d'argent, passant devant un palmier terrassé d'or. |        |

| Image | Nom de la famille et blasonnement                                   | Devise |
| ----- | ------------------------------------------------------------------- | ------ |
|       | Famille Herisson - D'azur à trois roses d'argent. - origine : Brie. |        |

| Image | Nom de la famille et blasonnement | Devise |
| ----- | --- | ------ |
|       | Famille Hermant - D'azur à la croix d'argent, cantonnée au un & deux de quatre étoiles de même ; au trois de deux étoiles du second, soutenues d'une fasce d'or, & au quatre d'un pal d'or, adextré de deux étoiles d'argent. - origines : Bourgogne. |        |

| Image | Nom de la famille et blasonnement                                                                             | Devise |
| ----- | --- | ------ |
|       | Famille de Hezecques - D'argent au lion de sinople, armé, lampassé & couronné de gueules. - origine d'Artois. |        |

| Image | Nom de la famille et blasonnement                                                                                   | Devise |
| ----- | --- | ------ |
|       | L' Hoste - D'azur écartelé 1,4 une tête d'aigle d'argent ; 2 de trois fasces d'argent ; 3 de trois bandes d'argent. |        |

| Image | Nom de la famille et blasonnement                                                                                  | Devise |
| ----- | --- | ------ |
|       | Famille de Houdreville - D'azur au chevron d'or, accompagné en chef de deux étoiles & d'un lion de même en pointe. |        |

| Image | Nom de la famille et blasonnement                                                                          | Devise |
| ----- | --- | ------ |
|       | Famille du Houx - De gueules à trois bandes d'argent accompagnées de quatre annelets d'or rangés en barre. |        |

| Image | Nom de la famille et blasonnement                                                      | Devise |
| ----- | -------------------------------------------------------------------------------------- | ------ |
|       | Famille d'Huey - D'azur au chevron d'argent, accompagné de trois tourterelles de même. |        |

| Image | Nom de la famille et blasonnement | Devise |
| ----- | --- | ------ |
|       | Famille Huvier du Mée - D'azur à la fasce d'or, chargée d'une couleuvre ondoyante d'azur, et accompagnée de trois colombes d'argent. |        |

### I
| Image | Nom de la famille et blasonnement                                           | Devise |
| ----- | --------------------------------------------------------------------------- | ------ |
|       | Famille d'Ivory - De sable à trois besans d'argent. - Origines : Bourgogne. |        |

### J
| Image | Nom de la famille et blasonnement | Devise |
| ----- | --- | ------ |
|       | Famille Joinville - d'azur aux trois broyes d'or liées d'argent, au chef d'argent chargé d'un lion issant de gueules. - Sénéchaux de Champagne. |        |

| Image | Nom de la famille et blasonnement | Devise |
| ----- | --- | ------ |
|       | Famille Joybert - D'argent au Chevron d'azur, surmonté d'un Croissant de gueules, accompagné de trois roses de même. - origines : Champagne. |        |

| Image | Nom de la famille et blasonnement | Devise |
| ----- | --- | ------ |
|       | Famille de Joyeuse - Écartelé en 1 et 3 d'or à trois pals d'azur, au chef de gueules, chargé de trois hydres d'or, en 2 et 4 d'azur au lion d'argent à la bordure de gueules chargé de huit fleurs de lys d'or . - Origine du Languedoc. |        |

| Image | Nom de la famille et blasonnement                                                               | Devise |
| ----- | ----------------------------------------------------------------------------------------------- | ------ |
|       | Famille Juigné. - D'argent au Lion de gueules, à la tête d'or, armé de même. - Origine d'Anjou. |        |

### L
| Image | Nom de la famille et blasonnement | Devise |
| ----- | --- | ------ |
|       | Famille des Laires - Origine : Champagne. - D'azur à l'Aigle d'or, accompagné en chef de deux croix pâtées, au pied fiché d'argent. (l'image ne représente pas des croix aux pieds fichés) |        |

| Image | Nom de la famille et blasonnement                                                             | Devise |
| ----- | --------------------------------------------------------------------------------------------- | ------ |
|       | Famille de Laistre - Origine : Champagne. - D'azur à un vol d'or, surmonté d'un œil de mesme. |        |

| Image | Nom de la famille et blasonnement | Devise |
| ----- | --- | ------ |
|       | Famille Lallemand de Lestré - De sable au chevron d'or, accompagné de trois étoiles, celle de la pointe surmontée d'un besant, le tout du même. |        |

| Image | Nom de la famille et blasonnement                              | Devise |
| ----- | -------------------------------------------------------------- | ------ |
|       | Famille Largentier - D'azur à trois chandeliers d'église d'or. |        |

| Image | Nom de la famille et blasonnement | Devise |
| ----- | --- | ------ |
|       | Famille Launoy - Origine : Champagne - D'argent à trois pals de gueules, accostés de quatorze mouchetures d'hermines, posées quatre, trois, trois, quatre. |        |

| Image | Nom de la famille et blasonnement | Devise |
| ----- | --- | ------ |
|       | Famille de Langault, Sgrs de Marson & de Bignicourt. Pierre trésorier de France. D'azur à deux épées basses d'argent en sautoir les gardes d'or. |        |

| Image | Nom de la famille et blasonnement                                                       | Devise |
| ----- | --------------------------------------------------------------------------------------- | ------ |
|       | Famille de Leignier, Sgrs de Berlise, d'Arnicourt. D'argent à trois merlettes de sable. |        |

| Image | Nom de la famille et blasonnement                                   | Devise |
| ----- | ------------------------------------------------------------------- | ------ |
|       | Famille Lenharé origine de Brye - D'argent à deux cotices de sable. |        |

| Image | Nom de la famille et blasonnement | Devise |
| ----- | --- | ------ |
|       | Famille Lescarnelot origine du Barrois - De gueules à une molette d'or ; au chef d'azur, chargé de trois croix croisetées, au pied fiché d'or. |        |

| Image | Nom de la famille et blasonnement                       | Devise |
| ----- | ------------------------------------------------------- | ------ |
|       | Famille Lescuyer - D'argent à trois merlettes de sable. |        |

| Image | Nom de la famille et blasonnement | Devise |
| ----- | --- | ------ |
|       | Famille Levesque de Pouilly - D’azur à un chevron d’or, accompagné en chef de deux étoiles du même, et en pointe d’un cœur aussi d’or. |        |

| Image | Nom de la famille et blasonnement                                                                                     | Devise |
| ----- | --- | ------ |
|       | Famille Linage origine de Champagne - De gueules au sautoir engrêlé d'or, accompagné de quatre fleurs de lis de même. |        |

| Image | Nom de la famille et blasonnement                                                                                            | Devise |
| ----- | --- | ------ |
|       | Famille Le Tartier - De gueules au besan (tartier) d'or, au chef d'or chargé de deux molettes de sable encadrant un château. |        |

| Image | Nom de la famille et blasonnement | Devise |
| ----- | --- | ------ |
|       | Famille Le Tellier de Louvois - D'azur, à trois lézards d'argent posés en pal rangés en fasce ; au chef cousu de gueules chargé de trois étoiles d'or |        |

| Image | Nom de la famille et blasonnement | Devise |
| ----- | --- | ------ |
|       | Famille Luillier, Sgrs de Courlanges, de Saint-Mesmin (Aube)[réf. nécessaire]. - origine de Champagne.[réf. nécessaire] - D'azur à trois coquilles d'or. |        |

### M
| Blason                     | Nom de la famille, blasonnement et devise |
| -------------------------- | --- |
|                            | Famille de Meaux D'argent à cinq couronnes d'épines de sable. Alias de sable à la jumelle d'argent. |
|                            | Famille de Mesgrigny D'argent au lion de sable. - Devise : « Deus fortitudo mea » |
|                            | Famille Moët, Sgrs de Taissy De gueules à deux lions adossés d'or, les têtes affrontées.[réf. nécessaire] |
|                            | Famille Molé De gueules, au croissant d'argent, accompagné en chef de deux étoiles d'or.[réf. nécessaire] De gueules au chevron d'or accompagné en chef de deux étoiles du même et en pointe d'un croissant d'argent.[réf. nécessaire] Écartelé, aux 1 et 4, de gueules au chevron d'or accompagné en chef de deux étoiles su même et en pointe d'un croissant d'argent (Molé) ; aux 2 et 3 d'argent au lion de sable armé et lampassé d'or (Mesgrigny).[réf. nécessaire] - Devise : « Stat mole immotus »[réf. nécessaire] |
|                            | Famille de Mollerat du Jeu D'argent à une bande d'azur chargée de trois molettes d'argent et accostée de deux cotices d'azur. |
|                            | Famille du Monceau, Sgrs du Monceau D'azur au chevron d'argent accompagné de trois étoiles du même. |
|                            | Famille Montangnon, Sgrs de Crespy, Rouvroy Gironné d'or et d'azur de six pièces.[réf. nécessaire] |
|                            | Famille de Montarby, Sgrs de Freville, Dampierre, Charmouille De gueules au chevron d'argent., |
|                            | Famille de Montguion, Sgrs de Puiseux, Tourteron D'argent à trois têtes de Maure tortillées d'argent., |
|                            | Maison de Montmirail De gueules au lion d'or. |
| Blason famille de Montréal | Famille de Montréal, Sgrs de Montréal D'azur à la bande ondée d'or. |

### N
| Image | Nom de la famille et blasonnement                                        | Devise |
| ----- | ------------------------------------------------------------------------ | ------ |
|       | Famille de Nettancourt, Sgrs de Bettancourt De gueules au chevron d'or., |        |

| Image | Nom de la famille et blasonnement | Devise |
| ----- | --- | ------ |
|       | Nicey - De gueules au chevron d'argent, au chef d'azur chargé de trois coquilles d'argent. il existe des variantes à propos du chef : sans chef, deux ou trois coquilles. |        |

| Image | Nom de la famille et blasonnement | Devise |
| ----- | --- | ------ |
|       | Niger - D'azur au lion d'or, au chef d'argent, chargé de trois Testes de Mores de sable, accostées de deux étoiles cousues de gueules. Origines : Savoie. |        |

| Image | Nom de la famille et blasonnement                                                             | Devise |
| ----- | --------------------------------------------------------------------------------------------- | ------ |
|       | De Noel - D'azur au chevron d'or accompagné de trois alérions d'argent. Origines : Champagne. |        |

| Image | Nom de la famille et blasonnement                                                                | Devise |
| ----- | ------------------------------------------------------------------------------------------------ | ------ |
|       | De Novion - D'azur à la bande d'or accompagnée de trois colombes d'argent. Origines : Champagne. |        |

| Image | Nom de la famille et blasonnement                                                                                       | Devise |
| ----- | --- | ------ |
|       | Des Noyers. - D'argent à trois mouchetures d'hermines de sable, à la bordure dentelée de gueules. Origines : Champagne. |        |

### O
| Image | Nom de la famille et blasonnement                                                                    | Devise |
| ----- | --- | ------ |
|       | Orey, Baron de Bolandre demeurant à Bienville. De gueules, semé de fleurs de lys d'or. Origine Liège |        |

| Image | Nom de la famille et blasonnement                                                       | Devise |
| ----- | --------------------------------------------------------------------------------------- | ------ |
|       | Orge, Sgrs de Louvières (Haute-Marne). D'argent à trois fasces d'azur. Origine Bassigny |        |

| Image | Nom de la famille et blasonnement | Devise |
| ----- | --- | ------ |
|       | Origny, Sgrs de Cormont, de Chalette, de Recy et des Tournelles. D'argent à la croix de sable, chargée d'un losange du champ. Origine Champagne |        |

| Image | Nom de la famille et blasonnement                                                                                                   | Devise |
| ----- | --- | ------ |
|       | Oriocourt, Sgrs d'Oriocourt. De gueules à trois pals de vair ; au chef d'or, chargé d'un lion léopardé de gueules. Origine Lorraine |        |

| Image | Nom de la famille et blasonnement                                    | Devise |
| ----- | -------------------------------------------------------------------- | ------ |
|       | Orjault, Sgrs de Coucy. D'or à l'aigle de gueules. Origine Champagne |        |

### P
| Image | Nom de la famille et blasonnement | Devise |
| ----- | --- | ------ |
|       | Palluau - D'or au chevron de gueules, accompagné de trois aubifoings d'azur, la queue de sinople, deux en chef & l'autre en pointe. - Origine de Paris. |        |

| Image | Nom de la famille et blasonnement                                             | Devise |
| ----- | ----------------------------------------------------------------------------- | ------ |
|       | Pampelune - D'argent à trois étoiles de gueules, au croissant d'azur en cœur. |        |

| Image | Nom de la famille et blasonnement                                         | Devise |
| ----- | ------------------------------------------------------------------------- | ------ |
|       | Parchappe D'azur au Chevron d'or, accompagné de, trois Colombes d'argent. |        |

| Image | Nom de la famille et blasonnement | Devise |
| ----- | --- | ------ |
|       | Paris - De gueules au sautoir dentelé d'or, accompagné de deux quintes-feuilles, l'une en chef & l'autre en pointe, cottoyé de besans de mêmes. |        |

| Image | Nom de la famille et blasonnement                                                            | Devise |
| ----- | -------------------------------------------------------------------------------------------- | ------ |
|       | Pavant - D'argent à trois fasces de gueules, au chef échiqueté d'or & d'azur de deux traits. |        |

| Image | Nom de la famille et blasonnement                                                                                | Devise |
| ----- | --- | ------ |
|       | Payen - De gueules au chevron brisé d'or, accompagné en chef de deux croissants d'argent. - Origines : Picardie. |        |

| Image | Nom de la famille et blasonnement | Devise |
| ----- | --- | ------ |
|       | Perret - D'azur à la fasce d'or accompagnée en pointe de trois trèfles du même, posés deux et un, et en chef de trois croissants d'argent rangés en fasce. |        |

| Image | Nom de la famille et blasonnement                                                                                | Devise |
| ----- | --- | ------ |
|       | Famille Picot - D'or au chevron d'azur accompagné de trois falots de sable, allumés de gueules, au chef de même. |        |

| Image | Nom de la famille et blasonnement                                                                          | Devise |
| ----- | --- | ------ |
|       | Pilloys - De gueules à la croix ancrée d'argent, cantonnée de quatre molettes du même. Originaire du Vexin |        |

| Image | Nom de la famille et blasonnement | Devise |
| ----- | --------------------------------- | ------ |
|       | Plancy - Vair bandé de gueules.   |        |

| Image | Nom de la famille et blasonnement | Devise |
| ----- | --------------------------------- | ------ |
|       | La Planque - D'azur au lion d'or. |        |

| Image | Nom de la famille et blasonnement                                                           | Devise |
| ----- | ------------------------------------------------------------------------------------------- | ------ |
|       | Du Pin - De sable à la fasce d'or accompagnée de six roses de même. - Origines : Bourgogne. |        |

| Image | Nom de la famille et blasonnement                              | Devise |
| ----- | -------------------------------------------------------------- | ------ |
|       | Pithou - De vair à la bande d'argent, au deux cotices de même. |        |

| Image | Nom de la famille et blasonnement                                                                              | Devise |
| ----- | --- | ------ |
|       | De Ponts - De sable à la bande d'argent chargée d'un lion de gueules et accompagnée de deux étoiles du second. |        |

| Image | Nom de la famille et blasonnement                                         | Devise |
| ----- | ------------------------------------------------------------------------- | ------ |
|       | Porchier - D'or à trois hures de sanglier de sable. - Origines : Limousin |        |

| Image | Nom de la famille et blasonnement      | Devise |
| ----- | -------------------------------------- | ------ |
|       | Poirresson - D'azur à trois pals d'or. |        |

| Image | Nom de la famille et blasonnement                                                   | Devise |
| ----- | ----------------------------------------------------------------------------------- | ------ |
|       | Portebize - D'azur à cinq besants d'or, posés deux, deux et un. - origines : Anjou. |        |

| Image | Nom de la famille et blasonnement                                                                  | Devise |
| ----- | -------------------------------------------------------------------------------------------------- | ------ |
|       | Famille Poterat, Sgrs de La Forge De gueules au chevron d'or accompagné de trois étoiles du même., |        |

| Image | Nom de la famille et blasonnement                         | Devise |
| ----- | --------------------------------------------------------- | ------ |
|       | Pouilly - D'argent eu lion d'azur. - origines : Lorraine. |        |

| Image | Nom de la famille et blasonnement | Devise |
| ----- | --- | ------ |
|       | Prospe - De sable à deux casques affrontés, posé en écartelé d'argent & deux mains de carnation, mouvantes du chef & de la pointe de l'écu, tenantes une palme de sinople. (N.B. les mains ne sont pas représentées ici mouvants du chef et de la pointe, mais mouvant des flancs" - Famille originaire de Bourgogne. |        |

| Image | Nom de la famille et blasonnement                                                     | Devise |
| ----- | ------------------------------------------------------------------------------------- | ------ |
|       | Du Puis - De gueules au lion d'or[réf. nécessaire] - Famille originaire de Bourgogne. |        |

### Q
| Image | Nom de la famille et blasonnement                                                                       | Devise |
| ----- | --- | ------ |
|       | Famille Quantéal - De gueules à la croix d'or, chargé de huit lozanges du champ - Origines : Bourgogne. |        |

| Image | Nom de la famille et blasonnement | Devise |
| ----- | --- | ------ |
|       | Famille Quinot - D'azur au chevron d'or, accompagné de trois étoiles de même, surmonté d'un croissant d'argent (N.B. le blason représenté ici est d'azur au chevron d'or accompagné de trois étoiles du même, celle de la pointe soutenue d'un croissant d'argent - Origines : Champagne. |        |

### R
| Image | Nom de la famille et blasonnement                                             | Devise |
| ----- | ----------------------------------------------------------------------------- | ------ |
|       | Famille De Racine - D'azur à trois mains senextres d'or. - Origines : Beauce. |        |

| Image | Nom de la famille et blasonnement                                                        | Devise |
| ----- | ---------------------------------------------------------------------------------------- | ------ |
|       | Famille Raguier - D'argent au sautoir de sable, accompagné de quatre perdrix au naturel. |        |

| Image | Nom de la famille et blasonnement | Devise |
| ----- | --- | ------ |
|       | Famille de Rarécourt de La Vallée de Pimodan D'argent à cinq annelets de gueules en sautoir, accompagnés de quatre mouchetures d'hermine de sable en croix. |        |

| Image | Nom de la famille et blasonnement                                           | Devise                |
| ----- | --------------------------------------------------------------------------- | --------------------- |
|       | Des Reaulx - D'or au lion de sable à tête humaine. - Origine du Bourbonnais | Sic fortis ut humanus |

| Image | Nom de la famille et blasonnement                                                            | Devise |
| ----- | -------------------------------------------------------------------------------------------- | ------ |
|       | Famille Remont - Semé de France, au franc-quartier d'argent, chargé d'une merlette de sable. |        |

| Image | Nom de la famille et blasonnement                                   | Devise |
| ----- | ------------------------------------------------------------------- | ------ |
|       | Maison de Rethel De gueules à trois peignes d'or, les dents en bas. |        |

| Image | Nom de la famille et blasonnement        | Devise |
| ----- | ---------------------------------------- | ------ |
|       | Richelet - D'azur à trois barillets d'or |        |

| Image | Nom de la famille et blasonnement                                                             | Devise |
| ----- | --------------------------------------------------------------------------------------------- | ------ |
|       | Famille Raulet - D'azur au lys au naturel d'argent, au Chef d'or, chargé de trois T de sable. |        |

| Image | Nom de la famille et blasonnement                                                                    | Devise |
| ----- | --- | ------ |
|       | Rimbert - D'azur à trois cotices d'argent, accompagnées d'une étoile de même. - Origines : Picardie. |        |

| Image | Nom de la famille et blasonnement                                                                                   | Devise |
| ----- | --- | ------ |
|       | Famille Le Robert - De gueules à la fasce d'argent, accompagnée de trois roses de mesme. - Origines : de Bourgogne. |        |

| Image | Nom de la famille et blasonnement                                                    | Devise |
| ----- | ------------------------------------------------------------------------------------ | ------ |
|       | Famille Rommecourt - D'or à l'ours de sable, allumé d'argent. - Origine d'Allemagne. |        |

| Image | Nom de la famille et blasonnement                                         | Devise |
| ----- | ------------------------------------------------------------------------- | ------ |
|       | Famille Rouvoire - De sable au Lion d'or, couronné & lampassé de gueules. |        |

### S
| Image | Nom de la famille et blasonnement | Devise                |
| ----- | --- | --------------------- |
|       | Famille Saguez de Breuvery D'après l'Armorial général de la généralité de Châlons-sur-Marne [dressé sous la direction de C. d'Hozier), publié pour la première fois... par M. Édouard de Barthélemy - D'azur, au chevron d'or, accompagné de trois cors de chasse d'argent virolés et liés d'or. D'après le manuscrit (volume 32075) déposé à la Bibliothèque Nationale (Procès-verbal des preuves de noblesse de Pierre-Madeleine Saguez de Breuvery) : - D’azur à un chevron d’or accompagné de trois cors de chasse d’argent virolés et liés d’or, posés deux et un9 Origine : Champagne (Châlons-sur-Marne) Noblesse : Ancienne extraction (1431). ANF : AG du 16 mai 1936 | Clémence et Vaillance |

| Image  | Nom de la famille et blasonnement | Devise |
| ------ | --- | ------ |
| Image: | Sacqu'Espée - De sinople à un aigle d'or, semblant tirer avec le bec une épée hors du four eau : ladite épée d'argent, le foureau de sable, la garde & la poignée d'or, posée en bande. - Origine : Picardie. |        |

| Image | Nom de la famille et blasonnement                                                      | Devise |
| ----- | -------------------------------------------------------------------------------------- | ------ |
| image | Famille Saint-Belin - d'azur à trois Têtes de Bélier d'argent. - Origines : Champagne. |        |

| Image | Nom de la famille et blasonnement                                                    | Devise |
| ----- | ------------------------------------------------------------------------------------ | ------ |
| image | Famille Saint-Blaize - d'azur à la pointe de giron d'argent. - Origines : Champagne. |        |

| Image | Nom de la famille et blasonnement                                                                               | Devise |
| ----- | --- | ------ |
|       | Famille de Saint-Phalle D'or à la croix ancrée de sinople. Alias un écu à la croix recercelée, au franc-canton. |        |

| Image | Nom de la famille et blasonnement                                                               | Devise |
| ----- | ----------------------------------------------------------------------------------------------- | ------ |
|       | Famille Saint-Privé - D'argent au Sautoir de gueules, dentelé de sable. - Origines : Champagne. |        |

| Image | Nom de la famille et blasonnement | Devise |
| ----- | --- | ------ |
|       | Famille Saint-Quentin - D'azur à la Fasce d'or, chargée d'une Souche de Bois de gueules, accompagnée en. chef de trois Molettes du fécond. - Origine : Champagne. |        |

| Image | Nom de la famille et blasonnement                               | Devise |
| ----- | --------------------------------------------------------------- | ------ |
|       | Famille Saint-Vincent - D'azur au lion d'or - Origine : Basque. |        |

| Image | Nom de la famille et blasonnement                                                        | Devise |
| ----- | ---------------------------------------------------------------------------------------- | ------ |
|       | Salse - D'azur au lion d'or, couronné, lampassé, armé de gueules. - Origine : Catalogne. |        |

| Image | Nom de la famille et blasonnement                                                        | Devise |
| ----- | ---------------------------------------------------------------------------------------- | ------ |
|       | Sandras - D'argent à trois Charbons de sable, ardents de gueules. - Origine : Champagne. |        |

| Image | Nom de la famille et blasonnement           | Devise |
| ----- | ------------------------------------------- | ------ |
|       | Famille Saucières - De gueules au lion d'or |        |

| Image | Nom de la famille et blasonnement     | Devise |
| ----- | ------------------------------------- | ------ |
|       | Famille De Saux - D'or au lion d'azur |        |

| Image | Nom de la famille et blasonnement | Devise |
| ----- | --- | ------ |
|       | Famille Savigny - Gironné de douze pièces d'azur & d'or à l'écusson en abyme de gueules, chargé d'une bande en devise d'hermines, - Origine :Champagne (Rethel). |        |

| Image | Nom de la famille et blasonnement                                                                                                 | Devise |
| ----- | --- | ------ |
|       | Famille Séguier - D'azur au chevron d'or accompagné de deux étoiles de même en chef, et un mouton tranquille d'argent en pointe . |        |

| Image | Nom de la famille et blasonnement                                                       | Devise |
| ----- | --------------------------------------------------------------------------------------- | ------ |
|       | Famille de Sergines De gueules à la fasce d'or surmontée d'une burelle vivrée du même., |        |

| Image | Nom de la famille et blasonnement                                                                        | Devise |
| ----- | --- | ------ |
|       | Famille Soissy - De gueules à la croix de sable, chargée de cinq coquilles d'or posées une, trois & une. |        |

| Image | Nom de la famille et blasonnement                                        | Devise |
| ----- | ------------------------------------------------------------------------ | ------ |
|       | Famille Sommièvre - D'azur à deux massacres d'or posés l'un sur l'autre. |        |

| Image | Nom de la famille et blasonnement                                                                                            | Devise |
| ----- | --- | ------ |
|       | Famille Pierre Strozzi - D'or, à la fasce de gueules, chargée de trois croissants tournés d'argent . - Origines de Florence. |        |

### T
| Image | Nom de la famille et blasonnement | Devise |
| ----- | --- | ------ |
|       | famille Talon - D'azur au chevron d'argent, accompagné de trois épis montants d'or, soutenus chacun d'eux d'un croissant montant d'argent. (le chevron et le croissant devraient être d'or) |        |

| Image | Nom de la famille et blasonnement | Devise |
| ----- | --- | ------ |
|       | Terwel - écartelé au premier et dernier : coupé d'or à une branche de chesne avec son fruit de gueule et de sable chargé d'une couronne d'or ; au deux et trois d'azur à trois trèfles d'argent. seigneur de Étrépigny, Vaumort |        |

| Image | Nom de la famille et blasonnement                                          | Devise |
| ----- | -------------------------------------------------------------------------- | ------ |
|       | Tétel - d'argent à la fasce de gueules chargé de trois croissants d'argent |        |

| Image | Nom de la famille et blasonnement                                    | Devise |
| ----- | -------------------------------------------------------------------- | ------ |
|       | Famille Thannois - D'azur à trois bandes d'or. - Origine verdunnois. |        |

| Image | Nom de la famille et blasonnement | Devise |
| ----- | --- | ------ |
|       | Famille Thomas-Du-Val - D'azur à deux chevrons d'or, accompagnés de trois merlettes de même. (ici, elles sont représentées de sable) |        |

| Image | Nom de la famille et blasonnement                                                                                    | Devise |
| ----- | --- | ------ |
|       | Famille de Thourotte ou Torote, Sgrs d'Allibaudières[réf. nécessaire] De gueules au lion d'argent. - Origine : Oise. |        |

| Image | Nom de la famille et blasonnement                                                | Devise |
| ----- | -------------------------------------------------------------------------------- | ------ |
|       | Famille du Thysac - D'azur à trois glands renversés d'or. - Origines : Lorraine. |        |

| Image | Nom de la famille et blasonnement   | Devise |
| ----- | ----------------------------------- | ------ |
|       | La Tour - D'azur au cygne d'argent. |        |

| Image              | Nom de la famille et blasonnement | Devise |
| ------------------ | --- | ------ |
| Blason Tournebulle | Famille de Tournebulle (orig. Écosse), Sgrs de Saint-Lumier, de Bussy, de Bussemont D'argent à trois rencontres de boeuf de sable., Alias trois têtes. |        |

| Image | Nom de la famille et blasonnement       | Devise |
| ----- | --------------------------------------- | ------ |
|       | Maison de Traînel De contre-vair plein. |        |

| Image | Nom de la famille et blasonnement                                                      | Devise |
| ----- | -------------------------------------------------------------------------------------- | ------ |
|       | Trousset - De sinople au lion d'or armé et lampassé de gueules. - Origine : Cambresis. |        |

| Image | Nom de la famille et blasonnement                                                                                     | Devise |
| ----- | --- | ------ |
|       | Tristan - D'azur à la fasce d'or, accompagnée en chef de trois étoilles de même et en pointe de trois roses d'argent. |        |

### V
| Image | Nom de la famille et blasonnement                                                                       | Devise |
| ----- | --- | ------ |
|       | Du Val, Sgrs de Mornay, de Oligues, Recoude, Charmesseaux. D'azur à la fasce d'argent.[réf. nécessaire] |        |

| Image | Nom de la famille et blasonnement                        | Devise |
| ----- | -------------------------------------------------------- | ------ |
|       | Famille de Vallery ou Valery De gueules à la croix d'or. |        |

| Image | Nom de la famille et blasonnement                                  | Devise |
| ----- | ------------------------------------------------------------------ | ------ |
|       | Varisque - D'azur à deux chevrons d'or et à trois étoiles de même. |        |

| Image | Nom de la famille et blasonnement                                                                  | Devise |
| ----- | -------------------------------------------------------------------------------------------------- | ------ |
|       | Famille de Vassinhac ou Vassignac, comtes d'Imécourt D'azur à la bande d'argent [bordée] de sable. |        |

| Image | Nom de la famille et blasonnement                           | Devise |
| ----- | ----------------------------------------------------------- | ------ |
|       | Vauclérois - D'azur à l'anille d'argent. - Origines : Brie. |        |

| Image | Nom de la famille et blasonnement   | Devise                       |
| ----- | ----------------------------------- | ---------------------------- |
|       | Vaudrey - emmanché d'or et d'argent | J'ai valu je vaux et vaudray |

| Image | Nom de la famille et blasonnement | Devise |
| ----- | --- | ------ |
|       | Le Vergeur - D'azur à la fasce d'argent, chargée de trois mouchetures d'hermines de sable, accompagnées de trois étoiles d'or, couronnées de même. (N.B. sur le représentation ci-contre la fasce est devenue une bande, les mouchetures d'hermine ont été transformées en mouches et les étoiles ont perdu leur couronne |        |

| Image | Nom de la famille et blasonnement                                   | Devise |
| ----- | ------------------------------------------------------------------- | ------ |
|       | Verneuil - D'azur au lion d'or armé de gueules et couronné du même. |        |

| Image | Nom de la famille et blasonnement                                                                                                  | Devise |
| ----- | --- | ------ |
|       | Verrines - d'azur au chevron d'argent et un mouton de même en pointe, accompagné de 2 perdrix d'or en chef. - origines : Champagne |        |

| Image | Nom de la famille et blasonnement                                                     | Devise |
| ----- | ------------------------------------------------------------------------------------- | ------ |
|       | Veynes - De gueules à deux Chevrons, échiqueté d'or & de vair. - origines : Champagne |        |

| Image | Nom de la famille et blasonnement                                                   | Devise |
| ----- | ----------------------------------------------------------------------------------- | ------ |
|       | Vienne-Girosdot - D'argent à l'aigle éployée de sable becquée et onglée de gueules. |        |

| Image | Nom de la famille et blasonnement                                                   | Devise |
| ----- | ----------------------------------------------------------------------------------- | ------ |
|       | Vienne d'Outreval. - De gueules à l'aigle d'or. (N.B. l'aigle a perdu ses pattes !) |        |

| Image | Nom de la famille et blasonnement | Devise |
| ----- | --- | ------ |
|       | Famille de Vignacourt ou Wignacourt (orig. Picardie), Sgrs de Varnecourt et de Bussemont[réf. nécessaire] D'argent à trois fleur de lys au pied nourri de gueules. |        |

| Image | Nom de la famille et blasonnement | Devise |
| ----- | --- | ------ |
|       | Vignier - D'or au chef de gueules, à la bande componée d'argent & de sable, brochant fur le tout ; à la bordure de France. - Origine : Bourgogne. |        |

| Image | Nom de la famille et blasonnement                          | Devise |
| ----- | ---------------------------------------------------------- | ------ |
|       | Maison de Villehardouin De gueules à la croix ancrée d'or. |        |

| Image | Nom de la famille et blasonnement | Devise |
| ----- | --- | ------ |
|       | Villelongue - écartelé : au premier & quatrième, d'argent au loup de sable; au deuxième & troisième , d'azur à la Gerbe d'or. - origines : Champagne. |        |

| Image | Nom de la famille et blasonnement                                           | Devise |
| ----- | --------------------------------------------------------------------------- | ------ |
|       | Villemor - D'azur au rencontre de cerf d'or surmonté d'une molette du même. |        |

| Image | Nom de la famille et blasonnement                                      | Devise |
| ----- | ---------------------------------------------------------------------- | ------ |
|       | Villiers - D'azur à trois croissants d'argent. - Origines : Bourgogne. |        |

| Image | Nom de la famille et blasonnement | Devise |
| ----- | --- | ------ |
|       | Villiers - De sable, semé de fleurs de lys d'argent. (N.B. ici, il ne s'agit pas d'un semé mais simplement de neuf fleurs de lys posées 3,3 et 3 |        |

| Image | Nom de la famille et blasonnement                                 | Devise |
| ----- | ----------------------------------------------------------------- | ------ |
|       | Vitel - D'azur au chevron d'or accompagné de trois roses de même. |        |

| Image | Nom de la famille et blasonnement                       | Devise |
| ----- | ------------------------------------------------------- | ------ |
|       | Vuarigny - D'argent à trois hures de sanglier de sable. |        |

### Y
| Image | Nom de la famille et blasonnement                                       | Devise |
| ----- | ----------------------------------------------------------------------- | ------ |
|       | d'Y de Seraucourt - D'azur aux trois chevrons d'or - Origine : Picardie |        |